# Sayre City Park
Le Sayre City Park est un parc américain à Sayre, dans le comté de Beckham, en Oklahoma. Il abrite des bâtiments construits en 1940 dans le style Pueblo Revival. Il est inscrit au Registre national des lieux historiques depuis le 3 mars 2004.